# Eva Antalecová
Eva Antalecová (* 18. ledna 1966 Prešov, Československo) je slovenská basketbalistka, bývalá reprezentantka Československa. Na olympijských hrách v Barceloně 1992 byla členkou týmu, který vybojoval 6. místo.